# Старгейзер (Пікар)
Старгейзер (The Star Gazer) — перша серія другого сезону американського телевізійного серіалу «Зоряний шлях: Пікар». Сценарій епізоду написали Аківа Голдсман, Террі Маталас, режисування Дага Аарніокоскі. Перший показ відбувся 3 березня 2022 року.

## Зміст
Лунає сирена небезпеки. Комп'ютер попереджає — відбувається вторгнення. Під час виходу з ладу систем корабля екіпаж біжить по місцях контролю для відбиття вторгнення. В головний пульт впиваються залізні мацаки. Пікар бореться з чимось, що захопило місток зоряного корабля, і активує послідовність самознищення.
За 48 годин до того. Минуло півтора року з моменту запобігання Ганмадану. Пікар повернувся на Землю, наглядаючи за дозріванням врожаю в Шато Пікар. Ларіс робить хід проти Жана-Люка… і він не може відповісти взаємністю. Адмірал у відставці Жан-Люк Пікар відхиляє романтичні пропозиції своєї економки Ларіс через півтора року після смерті її партнера Жабана. Пікар пригадує моторошні спогади зі свого дитинства і як сварилися батьки.
Десь далеко зореліт «Авалон» викликає командування Зоряного флоту — виявлено просторову аномалію.
Ларіс допомагає Пікару готуватися до промови; він виступає перед курсантами. Пікар вітає кадета Елнора. Під час розмови на пульті розподілу кадетів видно: чотири класи зоряних кораблів переходять до статусу «застарілих»: клас «Гагарін», клас «Reliant» клас «Сазерленд» і клас «Росс».Джураті та Соджі, які виступають послами доброї волі від імені синтетів; Ріос і Раффі знову в Зоряному флоті, останній в Академії, доглядаючи за новоспеченим курсантом Елнором. Раффі потягнула за ниточки, щоб Елнора призначили на «Ексельсіор», щоб вона могла стежити за ним, оскільки його Абсолютна відвертість може погано вразити людей, і вона хоче вберегти його від проблем. Сьома — капітанка «La Sirena» від імені «Fenris Rangers». Сьома і голопрограма на «Ла-Серені» виявляють викривлення простору.
В далекому космосі капітан Кріс Ріос і доктор Агнес Джураті із «USS Stargazer» досліджують аномалію, яка транслює запит на переговори про вступ до Федерації з Пікаром. До них приєднується Сьома-з-Дев'яти, а також флот зоряних кораблів, включаючи «USS Excelsior», на борту якого є колишній перший офіцер Раффі Музікер.
Після виступу перед новими курсантами — у тому числі своїм колишнім підопічним Елнором — як ректор Академії Зоряного Флоту, Пікар відвідує свою давню подругу і барменку ель-ауріанку Гайнан. Щоб поговорити про те, як він протягом усього життя уникав романтичних стосунків. Консультація з Гайнан, яка зараз керує баром у Лос-Анджелесі, підтверджує, що для Пікара останнім рубежем є не космос, а романтика. Однак він не може продовжувати самопошуки через щось дивне: і «Ла-Серена», і «Старґейзер», капітанами яких зараз є Ріос, виявили просторову аномалію, голоси з якої який кличуть на допомогу саме Пікара.
На Шато Пікар прибуває адміралка і терміново викликає Пікара — невідома сутність із часопросторової аномалії посилалася на статтю № 15 задля вступу в Федерпцію. Ларіс повертається на віллу Шато Пікар за кілька хвилин до того, як Жан-Люк сідає на човник, щоб відправитися до аномалії, увійшовши в будинок через передні двері, поки він вийшов із задніх.
Коли Пікар прибуває, корабель Боргів виходить із аномалії та транспортує королеву на «Stargazer». >
Пікара підтримують Раффі та Елнор на борту «USS Excelsior» і цілого флоту зоряних кораблів, які прибувають, щоб протистояти новоприбулим. Борги стверджують, що хочуть вести переговори, і Пікар дозволяє королеві піднятися на містку «Старгейзера». Але вона починає асимілювати корабель і решту флоту, і, не маючи жодних засобів, Пікар наказує самознищитися.- Офіцери групи безпеки «Stargazer» і кілька офіцерів мосту відкривають вогонь по королеві Боргів, щойно вона прибуває на місток (або охоронці виходять з турболіфта). Не те щоб це допомогло, тому що королева просто перенаправляє їх фазерний вогонь прямо на них (хоча й не смертельно). Сьома викликає Еммета, щоб він міг відвернути увагу нападників, будучи непроникним для вогню фазера як безтілесна голограма. Коли нападники починають ігнорувати її, вона вимикає протоколи безпеки, щоб могти з ними битися. Як і раніше, королева Борг називає Пікара безпосередньо по імені. Послідовність автознищення на борту «USS Stargazer» включає схему «0-0-0-знищення-0» (яка також використовується в Зоряний шлях 3: У пошуках Спока).
Після вибуху Пікар прокидається у версії свого дому, і його вітає позавимірна істота Q, який повернувся, щоб знову випробувати Жана-Люка. Після спалаху світла він знову опиняється в Шато Пікар на Землі. Але на іншій Землі, ніж він знає, з повсюдним забрудненням, широко поширеними синтетами і ромуланськими рабами. Земля в новій часовій шкалі має бар'єр, який закриває планету. Нестаріючий К'ю навмисно старить себе, щоб знущатися з Пікара, подібно до того, як він робив і раніше. Q заперечує відповідальність за змінену шкалу часу, і фактично має на увазі, що він врятував Пікара, щоб Жан-Люк отримав другу спробу.
Збудження покращує засвоєння знань. Не забувай жити.
День сьогоднішній чудовий. А майбутнє не гарантоване.

## Створення
Музичну тему до серіалу написав Джефф Руссо

## Сприйняття та відгуки
На сайті «Rotten Tomatoes» епізод отримав 100 % підтримки на основі відгуків 9 критиків.
В огляді «StarTrek.com» зазначалося: «Пікар одразу отримує відповіді та багато-багато запитань: йому з'являється Q. Всемогутня істота, яка віддала людство під суд і змусила Пікара боротися за існування самого виду, у перших (і останніх) епізодах „Зоряного шляху: Наступне покоління“ повертається, і він має кілька неприємних новин: „Суд ніколи не закінчується.“ Він збирається змусити Пікара протистояти вибору, який він зробив… і ті, яких він не зробив.»
«Den of Geek»: «Незважаючи на всю пихатість і похмурість початкових трейлерів і рекламних роликів, пов'язаних з прем'єрою 2 сезону „Зоряний шлях: Пікар“, сам епізод є досить стриманим поверненням до шоу. Щоб було зрозуміло: „The Star Gazer“ у великій мірі чудовий, пропонуючи нам багаті та корисні моменти персонажів і повернення кількох старих облич із нашого колективного „Star Trek: The Next Generation days“, навіть якщо він встановлює те, що нібито є основними арками сезон. Але для того, щоб розпочати роботу, потрібно дуже багато часу, і якщо ви чекали на краєчку свого місця на те, що обіцяли трейлери 2 сезону (те, що, здається, подорож у часі, повернення знаменитого поганого божества Джона де Лансі Q) ну ти трохи чекав.»
«Tor.com»: «Мені дуже цікаво подивитись, що станеться далі, але це пов'язано лише з присутністю К'ю та надією, що перевірка життєвого вибору Пікара й надалі буде темою цього сезону. Коли Гуінан розуміє, що Пікар і вона збираються мати серйозну розмову, вона запитує його, чи хоче він верхню полицю чи кухоль. Я щиро боюся, що цей сезон пообіцяє нам односолодове шотландське віскі двадцятирічної витримки, а замість нього — бренді Saurian.…»
«TV Tropes» здійснює детальний розбір аналогій, неспівпадінь та недоречностей епізоду.
Лорі Ольстер з «TrekMovie.com» зазначено: «„The Star Gazer“ був у захваті від початку до кінця. Завдяки щільному темпу та зосередженій історії прем'єра оновлює серіал після неоднозначного першого сезону. Незважаючи на те, що все ще зосереджено на головному герої, сцена була підготовлена для грандіозної та таємничої арки, рушійною силою якої стало повернення Q Джона де Лансі, який залишається таким же захоплюючим, як і раніше, навіть за короткий час, який він мав. Багаторічна фольга Пікарда ідеально підходить для сезону, який чітко зазначає, що він присвячений часу, другому шансу та аналізу минулого Пікарда. Знайомство з його молодою матір'ю (Медлін Уайз) дає змогу похмуріше, психологічне дослідження характеру, обіцяне в першому сезоні, але цього разу без зациклення.»
«IGN»: «Минуло майже два роки з тих пір, як ми востаннє бачили Жана-Люка Пікара, звичайно, завдяки затримкам виробництва через пандемію. Але якщо цей дебютний епізод „Зоряного шляху: Другий сезон“ є ознакою, за цей час сценаристи та продюсери, що стоять за поверненням культового персонажа Патріка Стюарта, з'ясували кілька речей. У той час як 1-й сезон „Пікарда“ був непостійним і зрештою розчаровуючим, 2-й сезон пригод старого Жана-Люка, здається, виправляє багато помилок свого минулого.»
На сайті «IMDb» станом на вересень 2023 року епізод отримав 8.0 з 10 зірок схвалення при 4700 голосах.

## Знімались
| Актор            | Роль                  |
| ---------------- | --------------------- |
| Патрік Стюарт    | Жан-Люк Пікар         |
| Елісон Пілл      | Агнес Джураті         |
| Джері Раян       | Сьома-з-Дев'яти       |
| Мішель Герд      | Раффі Музікер         |
| Еван Евагора     | Елнор                 |
| Орла Брейді      | Ларіс                 |
| Іза Бріонес      | Соджі                 |
| Сантьяго Кабрера | Крістобаль Ріос       |
| Вупі Голдберг    | Гайнан                |
| Джон де Лансі    | Q                     |
| Меделін Вайз     | Іветта Пікар          |
| Менік Гунрет     | інопланетний емісар   |
| Ейпріл Грейс     | адміралка Вітлі       |
| Річ Кероло       | Дельтан               |
| Алекс Діль       | Гарві                 |
| Кей Бесс         | комп'ютер "Ла-Серени" |
| Ділан Ван-Халле  | малий Жан-Люк         |
| Річард Їн        | Моше                  |